# Cyrix

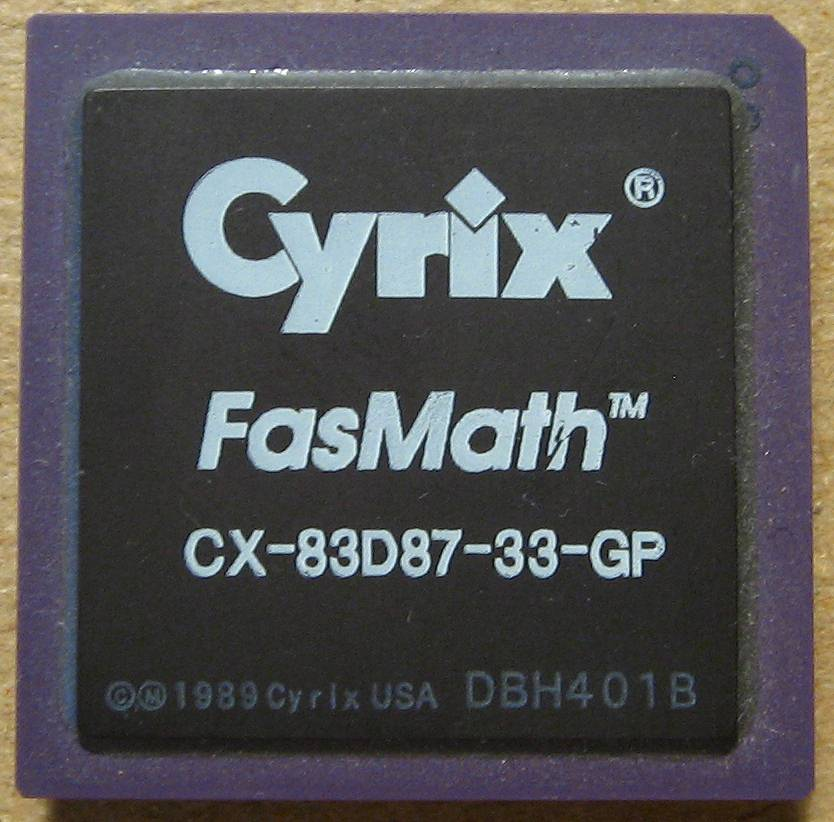
koprocesor Cyrix FasMath

Cyrix byl výrobce procesorů založený roku 1988 v Richardson v Texasu bývalými zaměstnanci Texas Instruments. Firma se skládala z malého, ale efektivního týmu okolo 30 inženýrů. Ze začátku se firma specializovala na výrobu výkonných koprocesorů pro procesory Intel 80286 a Intel 80386. Cyrix se spojil s National Semiconductor 11. listopadu 1997.
Roku 1992 začal také s výrobou vlastních mikroprocesorů Cyrix Cx486SLC a Cyrix Cx486DLC, později pak Cx5x86 a Cyrix 6x86.

## Produkty

### Řada procesorů Cx486
| Model    | Jádro     | Pinů | Sockety | L1 [kB] | tranzistorů | výroba [μm] | max. TDP [W] | uveden  |
| -------- | --------- | ---- | ------- | ------- | ----------- | ----------- | ------------ | ------- |
| Cx486DX  | M6        | 168  | 1, 2, 3 | 8       | 1,1M        | 0,8         |              | 9-1993  |
| Cx486DX2 | M7        | 168  | 1, 2, 3 | 8       | 1,1M        | 0,8         | ??           | ??      |
| Cx486DX4 | M7        | 168  | 1, 2, 3 | 8       | 1,1M        | 0,8         |              | 9-1995  |
| Cx5x86   | M9 / M1sc | 168  | 1, 2, 3 | 16      | 2,0M        | 0,65        |              | 10-1995 |

### Řada procesorů 586/686
| Model  | Jádro    | Pinů | Sockety    | "FSB" max. | L1 [kB] | L2 [kB] | tranzistorů | výroba [μm] | max. TDP [W] | uveden  | instrukce  |
| ------ | -------- | ---- | ---------- | ---------- | ------- | ------- | ----------- | ----------- | ------------ | ------- | ---------- |
| 6x86   | M1       | 296  | 7          | 75         | 16      | N/A     | 3,0M        | 0,65 / 0,44 |              | 9-1995  | N/A        |
| 6x86L  | M1L      | 296  | 7          | 75         | 16      | N/A     | 3,0M        | 0,35        |              | 1-1997  | N/A        |
| 5gx86  | MediaGX  | 352  |            | 66         | 16      | N/A     | 2,4M        | 0,6         |              | 2-1997  | N/A        |
| 5gx86  | MediaGXi | 352  |            | 66         | 16      | N/A     | 2,4M        | 0,5         |              | 6-1997  | N/A        |
| 5gx86  | MediaGXm | 352  |            | 66         | 16      | N/A     | 2,4M        | 0,5         |              | 1-1998  | MMX        |
| 6x86MX | M2       | 296  | 7          | 83         | 64      | N/A     | 6,0M        | 0,35 / 0,3  |              | 5-1997  | MMX        |
| MII    | M2       | 296  | 7 / Super7 | 100        | 64      | N/A     | 6,0M        | 0,3 / 0,25  |              | 4-1998  | MMX        |
| M3     | Mojave   | 370  | 370        | 133        | 32      | 256     | 25M         | 0,21        |              | zrušeno | MMX, 3DNow |